# Cristina Florica
Cristina Elena Florica (n. 11 mai 1992, Crețeni, județul Vâlcea) este o jucătoare profesionistă de handbal care evoluează pe postul de extremă stânga pentru echipa SCM Râmnicu Vâlcea. Anterior, ea evoluat pe parcursul a cinci sezoane pentru echipa SCM Craiova.
În anul 2016, Florica a debutat la echipa națională a României, în cadrul Campionatului European din 2016, unde selecționata României s-a clasat pe locul 5.

## Palmares
- Campionatul European:
  - Semifinalistă: 2018

- Liga Campionilor:
  - Sfertfinalistă: 2020
  - Optimi de finală: 2021

- Cupa Cupelor:
  - Optimi de finală: 2016

- Liga Europeană:
  - Sfertfinalistă: 2022, 2023

- Cupa EHF:
  - Turul 3: 2019

- Liga Națională:
  -  Câștigătoare: 2019
  -  Medalie de bronz: 2021, 2022

- Cupa României:
  -  Câștigătoare: 2020
  -  Finalistă: 2018, 2019, 2022
  -  Medalie de bronz: 2015
  - Semifinalistă: 2014

- Supercupa României
  -  Câștigătoare: 2018, 2020
  -  Finalistă: 2019